# Makarij (Juščenko)
Makarij (světským jménem: Jevgenij Borisovič Juščenko; * 27. října 1976, Novokuzněck) je ruský duchovní Ruské pravoslavné církve a biskup gornoaltajský a čemalský.

## Život
Narodil se 27. října 1976 v Novokuzněcku.
Studoval práva na Ťumeňské státní univerzitě a management na Ťumeňské průmyslové univerzitě. Roku 2010 nastoupil na Tobolský duchovní seminář. Dne 15. dubna 2014 byl postřižen na rjasofora se jménem Makarij na počest svatého Makarija Moskevského. O čtyři dny později jej metropolita tobolský Dimitrij (Kapalin) rukopoložil na jerodiákona. Dne 31. prosince byl postřižen do malé schimy a 6. ledna 2015 přijal kněžské svěcení.
Stal se asistentem prorektora Tobolského duchovního semináře a sekretářem eparchie. Později vykonával funkci prorektora. Od 21. května 2021 byl členem disciplinární komise a od 1. října předsedou církevního soudu. Dne 14. ledna 2022 byl přijat mezi bratry Abalakského monastýru.
Dne 25. července 2024 jej Svatý synod zvolil biskupem gornoaltajským a čemalským. Dne 2. srpna byl povýšen na archimandritu a biskupská chirotonie proběhla 8. září ve Sretěnském monastýru v Moskvě. Hlavním světitelem byl patriarcha moskevský a celé Rusi Kirill.